# Florent Baloki
Florent Baloki-Milandou (ur. 10 października 1971 w Brazzaville, zm. 9 listopada 2007) – kongijski piłkarz grający na pozycji środkowego obrońcy. W swojej karierze rozegrał 22 mecze i strzelił 1 gola w reprezentacji Konga.

## Kariera klubowa
Swoją piłkarską karierę Baloki rozpoczął w klubie CSMD Diables Noirs. W sezonie 1988/1989 zadebiutował w jego barwach w pierwszej lidze kongijskiej. W sezonie 1991 wywalczył z nim mistrzostwo Konga oraz zdobył dwa Puchary Konga w latach 1989 i 1990. W 1995 roku przeszedł do iworyjskiego ASEC Mimosas. Grał w nim przez cztery lata. Trzykrotnie został z nim mistrzem Wybrzeża Kości Słoniowej w sezonach 1995, 1997 i 1998. Zdobył też dwa Puchary Wybrzeża Kości Słoniowej w latach 1995 i 1997 oraz wygrał Ligę Mistrzów w 1998.
W 1998 roku Baloki został piłkarzem belgijskiego KV Kortrijk. Z kolei w 1999 roku przeszedł do niemieckiego Kickers Emden, w którym grał do końca 2001 roku. W latach 2002–2005 był zawodnikiem VfB Oldenburg. W sezonie 2005/2006 występował w GVO Oldenburg, a w sezonie 2006/2007 w SSV Jeddeloh. W 2007 zakończył karierę.

## Kariera reprezentacyjna
W reprezentacji Konga Makita zadebiutował w 1983 roku. W 1992 roku został powołany do kadry na Puchar Narodów Afryki 1992. Na tym turnieju rozegrał dwa mecze: grupowe z Wybrzeżem Kości Słoniowej (0:0) i z Algierią (1:1). W kadrze narodowej grał do 1992 roku.